# Finesville
Finesville es un lugar designado por el censo ubicado en el condado de Warren en el estado estadounidense de Nueva Jersey. En el año 2010 tenía una población de 175 habitantes.

## Geografía
Finesville se encuentra ubicado en las coordenadas 40°36′30.76″N 75°10′14.79″O / 40.6085444, -75.1707750.
La comunidad se encuentra a lo largo del río Musconetcong entre Pohatcong Mountain y Musconetcong Mountain, a una milla al este del río Delaware en una sección del valle de Musconetcong llamada Musconetcong Gorge.